# Órgano de mar

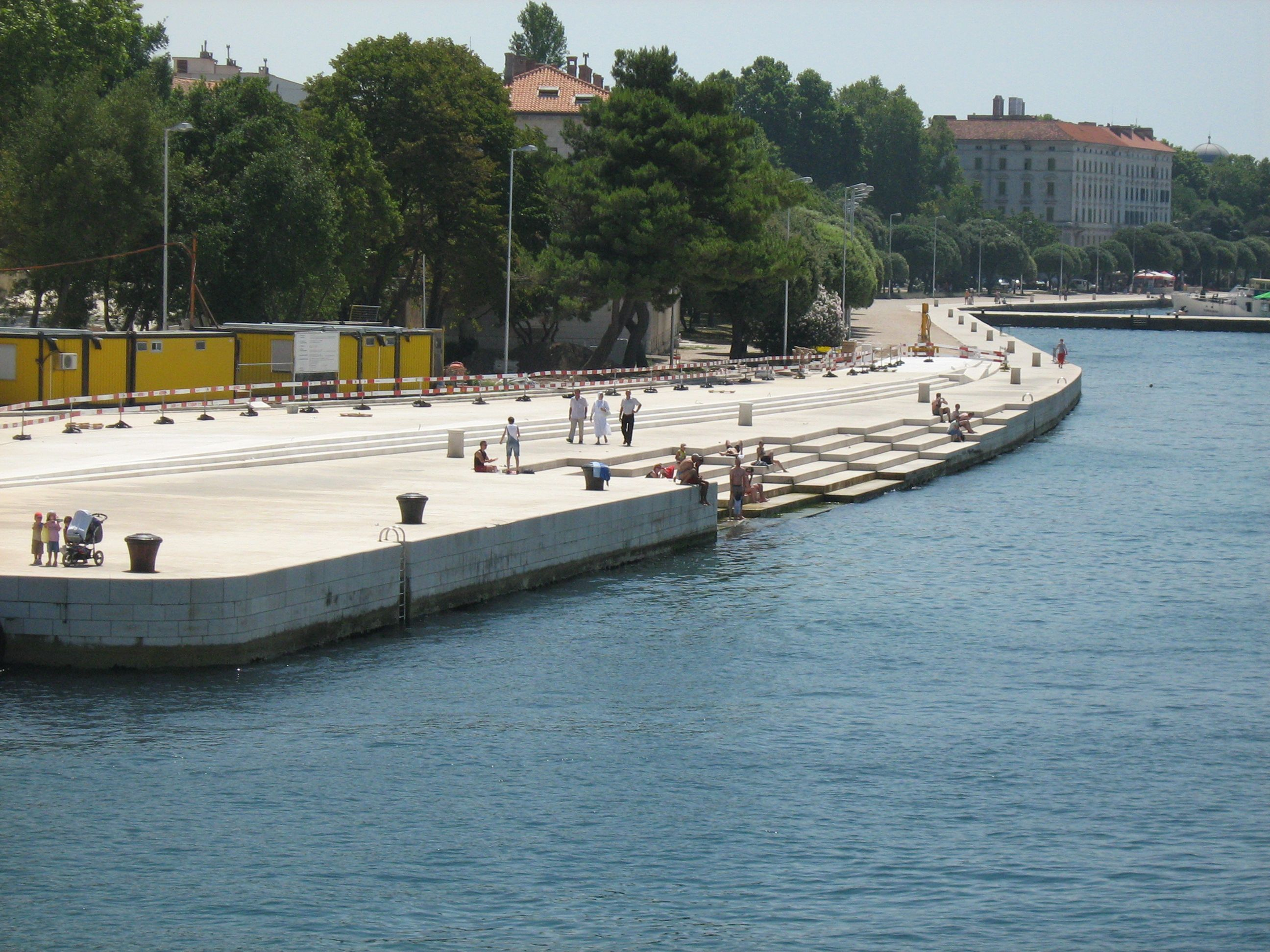
El órgano de mar en forma de escalera.

El órgano marino u órgano de mar (en croata y oficialmente, Morske orgulje) es un objeto arquitectónico situado en Zadar (Croacia) y un instrumento musical experimental, que produce música por medio del empuje de las olas y una serie de tubos situados por debajo de un gran conjunto de escalones de mármol. El dispositivo fue diseñado por el arquitecto Nikola Bašić como parte del proyecto para rediseñar la nueva costa de la ciudad (Nova riva), y el sitio se abrió al público el 15 de abril del año 2005. Produce un sonido relajante.

## Historia
Los caóticos trabajos de reconstrucción, emprendidos en un intento de reparar la devastación que Zadar había sufrido en la Segunda Guerra Mundial, convirtieron una gran parte del litoral en una monótona e ininterrumpida pared de hormigón. El Órgano de Mar ha atraído a residentes y a turistas por igual.
Bajo los escalones se encuentra oculto un sistema de tubos de polietileno y una cavidad resonante que transforma este sitio en un gran instrumento de viento.
En 2006, el Órgano de Mar fue galardonado con el premio ex aequo de la cuarta edición del Premio Europeo del Espacio Público Urbano.